# Leichtathletik-Länderkampf der Männer 1940 Deutschland – Italien
| 2. Leichtathletik-Länderkampf mit deutscher Beteiligung 1940 | 2. Leichtathletik-Länderkampf mit deutscher Beteiligung 1940 |                   |
| ------------------------------------------------------------ | ------------------------------------------------------------ | ----------------- |
|                                                              |                                                              |                   |
| Ländervergleich der Männer: Deutschland – Italien            |                                                              |                   |
| Austragungsort                                               | Stuttgart                                                    |                   |
| Wettbewerbe                                                  | 19                                                           |                   |
| Datum                                                        | 2./3. August 1940                                            |                   |
| 1. GER 2. ITA                                                | 104 Punkte 074 Punkte                                        |                   |
| Chronik                                                      |                                                              |                   |
| ← ITA-GER (F)                                                | FIN-GER-SWE (M) →                                            | FIN-GER-SWE (M) → |

Im zweiten Vergleich des Länderkampfjahres 1940 traten die deutschen Männer in Stuttgart gegen denselben Gegner an wie die Frauen eine Woche zuvor in Parma. Auch für die Männer war es die zweite Begegnung mit Italien, die erste im Vorjahr hatten Deutschlands Männer für sich entschieden. Ausgetragen wurde die Begegnung am 2./3. August in Stuttgart.

## Wettbewerbe und Modus
Ausgetragen wurde ein ausführliches Länderkampfprogramm mit neunzehn Wettbewerben verteilt auf zwei Veranstaltungstage. Gewertet wurde genauso wie im Länderkampf der Frauen Ende Juli: Einzeldisziplinen: Pl. 1: 4 P, Pl. 2: 3 P, …, Pl. 4: 1 P / Staffeln: Pl. 1:  3 P, Pl. 2:  1 P

## Ergebnis
Auch in diesem Jahr kam es wieder zum Duell zwischen dem Deutschen Rudolf Harbig und dem Italiener Mario Lanzi. Alle drei Zweikämpfe – über 400 (47,0 s) und 800 Meter (1:47,8 min) sowie in der 4-mal-400-Meter-Staffel (3:12,0 min) – entschied wie auch im Jahr zuvor Harbig für sich. Die Zeiten waren angesichts des laufenden Krieges erstaunlich gut, auch in anderen Wettbewerben wurden gute Ergebnisse erzielt, beispielsweise im Hammerwurf mit 54,57 m durch den aktuellen Olympiasieger Karl Hein.
Mit den Rennen über 200 und 5000 Meter sowie dem Weitsprung konnten die italienischen Leichtathleten drei Wettbewerbe für sich entscheiden. Die anderen sechzehn Disziplinen gingen an Deutschland. So kam es am Ende zu einem deutlichen deutschen Sieg mit 104 zu 74 Punkten.

## Resultate

### 100 m
| Platz | Athlet             | Land | Zeit (s) |
| ----- | ------------------ | ---- | -------- |
| 1     | Harald Mellerowicz | GER  | 10,6     |
| 2     | Manfred Kersch     | GER  | 10,8     |
| 3     | Carlo Monti        | ITA  | 10,9     |
| 4     | Guido Gritti       | ITA  | 10,9     |

### 200 m
| Platz | Athlet             | Land | Zeit (s) |
| ----- | ------------------ | ---- | -------- |
| 1     | Carlo Monti        | ITA  | 21,3     |
| 2     | Harald Mellerowicz | GER  | 21,9     |
| 3     | Tullio Gonnelli    | ITA  | 22,0     |
| 4     | Willi Bönecke      | GER  | 22,4     |

### 400 m
| Platz | Athlet          | Land | Zeit (s) |
| ----- | --------------- | ---- | -------- |
| 1     | Rudolf Harbig   | GER  | 47,0     |
| 2     | Mario Lanzi     | ITA  | 47,4     |
| 3     | Erich Linnhoff  | GER  | 48,3     |
| 4     | Ottavio Missoni | ITA  | 49,0     |

### 800 m
| Platz | Athlet                | Land | Zeit (min) |
| ----- | --------------------- | ---- | ---------- |
| 1     | Rudolf Harbig         | GER  | 1:47,8     |
| 2     | Mario Lanzi           | ITA  | 1:49,3     |
| 3     | Hans Brandscheit      | GER  | 1:52,4     |
| 4     | Gioacchino Dorascenzi | ITA  | 1:52,6     |

### 1500 m
| Platz | Athlet          | Land | Zeit (min) |
| ----- | --------------- | ---- | ---------- |
| 1     | Ludwig Kaindl   | GER  | 3:54,4     |
| 2     | Dieter Giesen   | GER  | 3:55,6     |
| 3     | Guerrino Vitale | ITA  | 4:00,6     |
| 4     | Eraldo Colombo  | ITA  | 4:03,6     |

### 5000 m
| Platz | Athlet               | Land | Zeit (min) |
| ----- | -------------------- | ---- | ---------- |
| 1     | Giuseppe Beviacqua   | ITA  | 14:52,2    |
| 2     | Otto Eitel           | GER  | 14:53,2    |
| 3     | Salvatore Mastroieni | ITA  | 15:23,8    |
| 4     | Rolf Seidenschnur    | GER  | 15:47,6    |

### 10.000 m
| Platz | Athlet             | Land | Zeit (min) |
| ----- | ------------------ | ---- | ---------- |
| 1     | Max Syring         | GER  | 30:25,2    |
| 2     | Giuseppe Beviacqua | ITA  | 30:27,4    |
| 3     | Toni Haushofer     | GER  | 32:11.8    |
| 4     | Cristofano Sestini | ITA  | 33:31,0    |

### 110 m Hürden
| Platz | Athlet          | Land | Zeit (s) |
| ----- | --------------- | ---- | -------- |
| 1     | Ernst Becker    | GER  | 15,3     |
| 2     | Gianni Caldana  | ITA  | 15,4     |
| 3     | Ernst Leitner   | GER  | 15,6     |
| 4     | Edoardo Eritale | ITA  | 15,7     |

### 400 m Hürden
| Platz | Athlet            | Land | Zeit (s) |
| ----- | ----------------- | ---- | -------- |
| 1     | Max Mayr          | GER  | 54,6     |
| 2     | Giuseppe Fantone  | ITA  | 54,9     |
| 3     | Guerrino Colautti | ITA  | 55,1     |
| 4     | Heinz Brand       | GER  | 56,0     |

### 4 × 100 m Staffel
| Platz | Besetzung          | Land                                                         | Zeit (s) |
| ----- | ------------------ | ------------------------------------------------------------ | -------- |
| 1     | Deutsches Reich    | Max Pöschl Harald Mellerowicz Karl Neckermann Manfred Kersch | 41,4     |
| 2     | Königreich Italien | Orazio Mariani Guido Gritti Edoardo Daelli Tullio Gonnelli   | 41,4     |

### 4 × 400 m Staffel
| Platz | Besetzung          | Land                                                            | Zeit (min) |
| ----- | ------------------ | --------------------------------------------------------------- | ---------- |
| 1     | Deutsches Reich    | Fritz Ahrens Cuno Wieland Erich Linnhoff Rudolf Harbig          | 3:12,0     |
| 2     | Königreich Italien | Bruno Donnini Aldo Ferassutti Gioacchino Dorascenzi Mario Lanzi | 3:12,8     |

### Hochsprung
| Platz | Athlet               | Land | Höhe (m) |
| ----- | -------------------- | ---- | -------- |
| 1     | Hermann Nacke        | GER  | 1,93     |
| 2     | Alfredo Campagner    | ITA  | 1,90     |
| 3     | Ludwig Koppenwallner | GER  | 1,90     |
| 4     | Giorgio Tanghetti    | ITA  | 1,80     |

### Stabhochsprung
| Platz | Athlet            | Land | Höhe (m) |
| ----- | ----------------- | ---- | -------- |
| 1     | Rudolf Glötzner   | GER  | 3,90     |
| 2     | Josef Haunzwickel | GER  | 3,80     |
| 3     | Umberto Ballerini | ITA  | 3,60     |
| 4     | Mario Romeo       | ITA  | 3,60     |

### Weitsprung
| Platz | Athlet         | Land | Weite (m) |
| ----- | -------------- | ---- | --------- |
| 1     | Gino Pederzani | ITA  | 7,23      |
| 2     | Arturo Maffei  | ITA  | 7,20      |
| 3     | Rudi Wikelski  | GER  | 7,17      |
| 4     | Gerd Luther    | GER  | 7,01      |

### Dreisprung
| Platz | Athlet               | Land | Weite (m) |
| ----- | -------------------- | ---- | --------- |
| 1     | Fritz Gleim          | GER  | 14,79     |
| 2     | Horst Vogt           | GER  | 14,54     |
| 3     | Alessandro Bettaglio | ITA  | 14,36     |
| 4     | Fulvio Pellarini     | ITA  | 14,35     |

### Kugelstoßen
| Platz | Athlet          | Land | Weite (m) |
| ----- | --------------- | ---- | --------- |
| 1     | Otto Luh        | GER  | 14,98     |
| 2     | Angiolo Profeti | ITA  | 14,63     |
| 3     | Alberto Paolone | ITA  | 14,56     |
| 4     | Josef Bongen    | GER  | 14,51     |

### Diskuswurf
| Platz | Athlet           | Land | Weite (m) |
| ----- | ---------------- | ---- | --------- |
| 1     | Johann Wotapek   | GER  | 47,54     |
| 2     | Adolfo Consolini | ITA  | 47,47     |
| 3     | Ruggero Biancani | ITA  | 46,46     |
| 4     | Hermann Tunner   | GER  | 43,44     |

### Hammerwurf
| Platz | Athlet              | Land | Weite (m) |
| ----- | ------------------- | ---- | --------- |
| 1     | Karl Hein           | GER  | 54,57     |
| 2     | Erwin Blask         | GER  | 51,98     |
| 3     | Vladimiro Superina  | ITA  | 48,90     |
| 4     | Giovanni Cantagalli | ITA  | 47,02     |

### Speerwurf
| Platz | Athlet             | Land | Weite (m) |
| ----- | ------------------ | ---- | --------- |
| 1     | Karl-Heinz Berg    | GER  | 67,85     |
| 2     | Herbert Loose      | GER  | 62,19     |
| 3     | Bruno Rossi        | ITA  | 60,06     |
| 4     | Antonio Vucchasina | ITA  | 55,46     |